# NGC 6769
NGC 6769 é uma galáxia espiral barrada (SBb/P) localizada na direcção da constelação de Pavo. Possui uma declinação de -60° 30' 03" e uma ascensão recta de 19 horas, 18 minutos e 22,8 segundos.
A galáxia NGC 6769 foi descoberta em 11 de Agosto de 1836 por John Herschel.